# Gentilés de Suisse
 (août 2022).
Si vous disposez d'ouvrages ou d'articles de référence ou si vous connaissez des sites web de qualité traitant du thème abordé ici, merci de compléter l'article en donnant les références utiles à sa vérifiabilité et en les liant à la section « Notes et références ».
Pour un article plus général, voir Gentilés.
Noms donnés aux habitants de la Suisse, de ses cantons, de ses villes et de ses villages.

## Suisse
Suisse (la) : Suisses. Cas sans doute unique en français, l'adjectif diffère du gentilé au féminin : « Les Suissesses ne portent que des montres suisses.»
L’explication est que  -esse est un suffixe destiné aux substantifs : poétesse. L'ensemble des formes graphiques est donc :
- Suisse, Suisses, Suissesse, Suissesses pour le substantif (gentilé),
- suisse, suisses, suisse, suisses pour l'adjectif correspondant, et
- Suisse, Suisses, Suisse, Suisses pour l'adjectif en tête de phrase ou de titre.

Le nom complet de l'État est la Confédération suisse. Le sigle CH s'explique par  Confoederatio Helvetica, forme latine qui figure notamment sur les monnaies. La Suisse conserve d'ailleurs le nom de Confédération, bien qu'elle soit un État fédéral depuis 1848.

## Villes et villages par cantons suisses
Gentilés classés par canton :

### Cantons d'Appenzell Rhodes-Intérieuresetd'Appenzell Rhodes-Extérieures
- Cantons : Appenzellois
  - Appenzell : Appenzellois

### Canton d'Argovie
- Canton : Argoviens
  - Zofingue : Zofingiens

### Cantons de Bâle-Villeet deBâle-Campagne
- : Bâlois
  - Bâle : Bâlois

### Canton de Berne
- Canton : Bernois
  - Bienne : Biennois
  - Berne : Bernois
  - Corcelles : Corcellois
  - Corgémont : Curgismondains
  - Court : Courtisans
  - Evilard : Evilardiens
  - Grandval : Gravallons
  - Interlaken : Interlakois
  - Lyss : Lyssois
  - Malleray : Gourbachien
  - Moutier : Prévôtois
  - Nidau : Nidowiens
  - Péry : Pérysiens
  - Plagne : Plagnards
  - Prêles : Corbeaux
  - Romont : Rominats
  - Saint-Imier : Imériens
  - Tavannes : Tavannois
  - Thoune : Thounois
  - Tramelan : Tramelots

### Canton de Fribourg
- Canton : Fribourgeois
  - Bulle : Bullois
  - Châtel-Saint-Denis : Châtelois
  - Estavayer-le-Lac : Staviacois
  - Fribourg : Fribourgeois
  - Morat : Moratois
  - Romont : Romontois
  - Villars-sur-Glâne : Villarois

### Canton de Genève
- Canton : Genevois
  - Aire-la-Ville : Aériens
  - Anières : Aniérois
  - Avully : Avulliotes
  - Avusy : Avusiens
  - Bardonnex : Bardonnésiens
  - Bellevue : Bellevistes
  - Bernex : Bernésiens
  - Carouge : Carougeois
  - Cartigny : Cartiginois
  - Céligny : Célignotes
  - Chancy : Chancynois
  - Chêne-Bougeries : Chênois
  - Chêne-Bourg : Chênois
  - Choulex : Choulésiens
  - Collex-Bossy : Collesiens, Bossiotes, Collex-Bossiotes
  - Collonge-Bellerive : Collongeois-Belleriviens
  - Cologny : Colognotes
  - Confignon : Confignonnais
  - Corsier : Corsiérois
  - Dardagny : Dardagniens
  - Genève : Genevois
  - Genthod : Gentousiens
  - Gy : Gytans
  - Hermance : Hermançois
  - Jussy : Jusserands
  - Laconnex : Laconnésiens
  - Lancy : Lancéens
  - Le Grand-Saconnex : Saconnésiens
  - Meinier : Meynites
  - Meyrin : Meyrinois
  - Onex : Onésiens
  - Pâquis : Pâquisard
  - Perly-Certoux : Perly-Certousiens, Perlysiens, Certousiens
  - Plan-les-Ouates : Plan-les-Ouatiens
  - Pregny-Chambésy : Pregnotes-Chambésiens
  - Presinge : Presingeois
  - Puplinge : Puplingeois
  - Russin : Russinois
  - Satigny : Satignotes
  - Soral : Soraliens
  - Thônex : Thônésiens
  - Troinex : Troinésiens
  - Vandoeuvres : Vandoeuvriens
  - Vernier : Verniolans
  - Versoix : Versoisiens
  - Veyrier : Veyrites

### Canton de Glaris
- Canton : Glaronnais
  - Glaris : Glaronnais

### Canton des Grisons
- Canton : Grisons
  - Coire : Coiriens

### Canton du Jura
- Canton : Jurassiens
  - (Anciennement République rauracienne : Rauraciens. L'hymne officiel cantonal est La Nouvelle Rauracienne.)
    - Bassecourt : Patas
    - Boécourt : Boélons
    - Bourrignon : Borêts
    - Delémont : Delémontains
    - Vermes : Vermais
    - Vicques : Vicquois
    - La Chaux-des-Breuleux : Chaliers
    - Le Noirmont : Noirmonier, "poilie" 
    - Les Breuleux : Breulotiers
    - Damvant : Dainvois
    - Porrentruy : Bruntrutain

### Canton de Lucerne
- Canton : Lucernois
  - Lucerne : Lucernois

### Canton de Neuchâtel
- Canton : Neuchâtelois
  - Bevaix :  Matous (Bevaisans)
  - Boudry : Boudrysans
  - Cortaillod : Carcoies
  - La Sagne : Sagnards
  - La Chaux-de-Fonds : Chaux-de-Fonniers ; Chauxois (rare)
  - Hauterive : Altaripiens (rare)
  - Le Locle : Loclois
  - Les Ponts-de-Martel : Ponliers
  - Neuchâtel : Neuchâtelois
  - Val-de-Ruz : Vaudruziens

### Canton de Saint-Gall
- Canton : Saint-Gallois
  - Saint-Gall : Saint-Gallois

### Canton de Schaffhouse
- Canton : Schaffhousois
  - Schaffhouse : Schaffhousois

### Canton de Schwytz
- Canton : Schwytzois
  - Schwytz : Schwytzois

### Canton de Soleure
- Canton : Soleurois
  - Soleure : Soleurois

### Canton du Tessin
- Canton : Tessinois
  - Bellinzone : Bellinzonais
  - Lugano : Luganais
  - Locarno : Locarnais

### Canton de Thurgovie
- Canton : Thurgoviens

### Canton d'Obwald
- Canton : Obwaldiens

### Canton de Nidwald
- Canton : Nidwaldiens

### Canton d'Uri
- Canton : Uranais

### Canton du Valais
- Canton : Valaisans
  - Brigue : Brigois, Brigands
  - Martigny : Octoduriens
    - Martigny-Ville : Martignerains
    - Martigny-Bourg : Bordillons

  - Martigny-Combe : Comberains
  - Monthey : Montheysans
  - Saint-Maurice : Agaunois
  - Sierre : Sierrois
  - Sion : Sédunois
  - Viège : Viégeois

### Canton de Vaud
- Canton : Vaudois
  - Aigle : Aiglons
  - Ballaigues : Ballaiguis
  - Château-d'Œx : Damounais
  - Lausanne : Lausannois
  - Montreux : Montreusiens
  - Morges : Morgiens
  - Nyon : Nyonnais
  - Orbe : Urbigènes
  - Oron-la-Ville : Oronais
  - Pully : Pulliérans
  - Saint-Sulpice : Serpelious
  - Vallée de Joux :  Combiers
  - Vevey : Veveysans
  - Yverdon-les-Bains : Yverdonnois

### Canton de Zoug
- Canton : Zougois
  - Zoug : Zougois

### Canton de Zurich
- Canton : Zurichois
  - Zurich : Zurichois

## Régions
- Unterwald : Unterwaldiens
- Vallée de Delémont : Vadais
- Franches-Montagnes : Francs-Montagnards et Taignons
- Ajoie : Ajoulots